# 中国国民党民主促进会
中国国民党民主促进会，简称民促，是历史上中国国民党左派的组织之一，存在于1946－1949年间。

## 简史
1946年3月，李济深、何香凝、蔡廷锴等在香港发起成立中国国民党民主促进会，李济深为主席，蔡廷锴为副主席，谭明昭为秘书长。该会以实现革命的三民主义，建立独立、自由、民主、幸福的新中国为最高行动标准，主张各民主党派一律平等，反对一党专政，建立民主联合政府，军队国家化，实行民生主义的计划经济。该会还主张普及教育、男女平等、保护华侨等。1946年4月，在广州宣告成立。
1948年1月，与三民主义同志联合会（民联）及其他国民党爱国民主人士的代表，在香港联合组成中国国民党革命委员会（民革），并继续保持「民促」的活动。
1949年9月，参加中国人民政治协商会议第一届全体会议，参与筹备中华人民共和国成立。1949年11月，中國國民黨左派第二次全國代表會議在北京舉行，決定將「民革」、「民聯」、「民促」和國民黨其他左派力量整合為一個組織，即全部併入中國國民黨革命委員會，「民聯」、「民促」同時宣告結束。